# Pelinglijster
De pelinglijster (Geokichla mendeni; synoniem: Zoothera mendeni) is een zangvogel uit de familie Turdidae (lijsters). In 1939 beschreef de Duitse vogelkundige Oscar Neumann (die tijdig Nazi-Duitsland wist te ontvluchten) deze lijster.

## Kenmerken
De vogel is 19 tot 21 cm, zo groot als een koperwiek. Van boven, van de kruin tot op de rug is de vogel roestbruin en de rest van het verenkleed is zwart, met alleen een witte vlek achter het oog.

## Verspreiding en leefgebied
Deze soort is endemisch op de Indonesische eilanden Peleng (Banggai-eilanden) en Taliabu (Soela-groep). Het leefgebied bestaat uit de ondergroei van natuurlijk bos, maar ook uitgekapt bos en secundair bos met bamboe-opslag. De vogel foerageert vaak op de bosbodem.

## Status
De pelinglijster heeft een beperkt verspreidingsgebied en daardoor is de kans op uitsterven aanwezig. De grootte van de populatie is niet gekwantificeerd, de vogel is lastig waarneembaar. Waarschijnlijk nemen de populatie-aantallen af door habitatverlies (ontbossing) maar ook door vogelvangst, omdat lijsters uit deze groep als kooivogels in heel Indonesië gewild zijn om hun fraaie zang. Om deze redenen staat deze soort als gevoelig op de Rode Lijst van de IUCN.